# Kohila
Kohila (autrefois: Koil, ou Kappakoil, en allemand) est une petite ville d'Estonie située au nord de la province de Rapla, à 33 km de Tallinn et à 22 km de Rapla. C'est le centre administratif de la municipalité rurale du même nom. Sa population était de 3 549 habitants au 1er janvier 2009.